# Arthur Claydon
‎Arthur Claydon, kanadski letalski častnik, vojaški pilot in letalski as, * 25. september 1885, Deeping St. James, Lincolnshire, Anglija, † 8. julij 1918, Carvin, Francija (KIA).
Stotnik Claydon je v svoji vojaški službi dosegel 7 zračnih zmag.

## Življenjepis
Med prvo svetovno vojno je bil sprva pripadnik artilerijskega polka Kanadske ekspedicijske sile, nato pa je bil leta 1917 premeščen k Kraljevemu letalskemu korpusu.
Dodeljen je bil 32. eskadrilji. Še preden je dosegel svojo prvo zmao, ga je 11. novembra 1917 sestrelil Max von Müller, a se je uspel rešiti.
Prvo zmago je dosegel s D.H.5, ostalih šest pa s S.E.5a.
Umrl je v zračnem spopadu s Billikom (Jasta 52).

## Odlikovanja
- Distinguished Flying Cross (DFC)